# Miriam Shlesinger

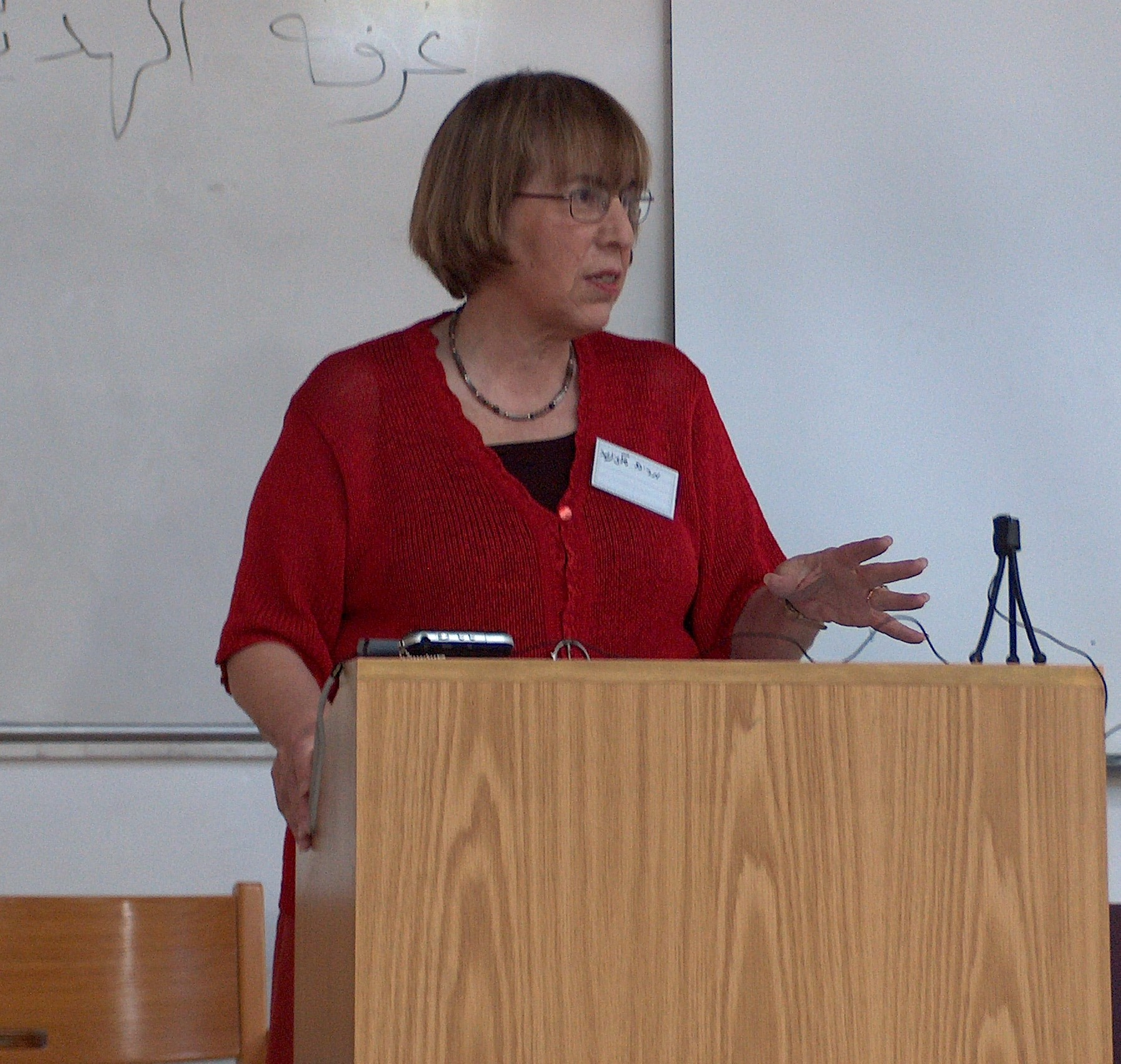
Miriam Shlesinger

Miriam Shlesinger (* 20. Mai 1947 in Miami Beach; † 10. November 2012) war eine amerikanisch-israelische Sprachwissenschaftlerin und Dolmetscherin.

## Leben
Shlesinger wurde 1947 im US-Bundesstaat Florida geboren. 1964 wanderte sie nach Israel aus, um dort ein Studium aufzunehmen. Sie erwarb ihren Bachelor-Abschluss von der Hebräischen Universität von Jerusalem in den Fächern Musikwissenschaft und Linguistik der englischen Sprache. Anfang der 1970er Jahre studierte Shlesinger Translatologie an der Bar-Ilan-Universität in Ramat Gan. Ab 1978 war sie als Lehrkraft am dortigen Institut für Translatologie tätig. Ihren Master-Abschluss in Literaturwissenschaft erwarb sie 1990 von der Universität Tel Aviv. Sie promovierte an der Bar-Ilan-Universität, deren Institut für Translatologie sie von 2003 bis 2007 leitete.
Shlesinger leitete das Language Policy Research Center (Forschungszentrum für Sprachenpolitik) der Bar-Ilan-Universität. Dort entwickelte sie den Kurs Translation in the Community am Language Policy Research Center, um Studenten, die eine Minderheitssprache (arabisch, russisch oder amharisch) sprechen, grundlegende Kenntnisse für den Einsatz als Dolmetscher im alltäglichen Kontext (z. B. im Krankenhaus, bei Behörden usw.) zu vermitteln.
Am 10. November 2012 starb Shlesinger an Lungenkrebs.

## Forschungsschwerpunkte
- kognitive Prozesse beim Übersetzen und Dolmetschen
- Community Interpreting (Kommunaldolmetschen)
- korpusbasierte translatorische Ansätze
- die Verdolmetschung von Gebärdensprache
- Sprachenpolitik

## Auszeichnungen
Die Copenhagen Business School verlieh Shlesinger 2001 die Ehrendoktorwürde. 2007 diente sie als CETRA-Professorin an der Universität Leuven in Belgien und bekam 2010 den Danica-Seleskovitch-Preis. 2011 zeichnete der Bund israelischer Übersetzer Shlesinger für ihr Lebenswerk aus.

## Herausgeberschaften (Auswahl)
- Mit Franz Pöchhacker (Hrsg.): The Interpreting Studies Reader. Routledge, London 2002.
- Mit Anthony Pym und Zuzana Jettmarova (Hrsg.): Sociocultural aspects of translating and interpreting. John Benjamins, Amsterdam/Philadelphia 2006.
- Mit Franz Pöchhacker (Hrsg.): Healthcare Interpreting: Discourse and Interaction. John Benjamins, Amsterdam/Philadelphia 2007.
- Mit Anthony Pym und Daniel Simeoni (Hrsg.). Descriptive translation studies and beyond: Investigations in homage to Gideon Toury. John Benjamins, Amsterdam/Philadelphia 2008.
- Mit Rodica Dimitriu (Hrsg.): Translators and their readers – in homage to Eugene A. Nida. Les Éditions du Hasard, Brüssel 2009.
- Mit Franz Pöchhacker (Hrsg.): Doing justice to court interpreting. Benjamins Current Topics, Volume 26. John Benjamins, Amsterdam/Philadelphia, 2010.
- Herausgabe der Zeitschrift Interpreting: International journal of research and practice in interpreting. Amsterdam, John Benjamins, ab 2003.